# 蓋·延森
蓋·延森（德語：Gyde Jensen，1989年8月14日—），德國自由民主黨政治家。2017年當選為第19屆德國聯邦議院議員，成為當屆國會及黨團中最年輕的女性議員。隨後更擔任人權委員會主席，成為當屆國會中最年輕的委員會主席。

## 個人背景
延森於1989年8月14日在西德伦茨堡出生，信奉路德宗。2012年取得基爾大學英文系學士，及後原校修讀國際政治及國際法碩士，於2015年畢業。畢業後曾在日內瓦和華盛頓特區工作，並在腓特烈·瑙曼基金會位於呂貝克的地區辦公室擔任聯絡主任
2019年，延森與同屬自民黨的丈夫育有一女。

## 從政生活
2010年，延森加入德國自由民主黨，成為黨內青年團成員。
2017年德國聯邦議院選舉中，延森在石勒蘇益格-荷爾斯泰因自民黨初選勝出，成為該黨地區出選名單中第四位。自民黨在國會大選中，以12,6%在石勒蘇益格-荷爾斯泰因的第二票（即黨派票）中贏得三席。由於名單中第二位成員出任州內財政部長一職，延森取而代之，當選第19屆德國聯邦議院議員。2018年1月31日，延森擔任德國國會人權委員會主席，成為當屆國會中最年輕的女性議員及委員會主席。
2018年1月，延森成為歐洲理事會議員大會德國代表團成員，並因為其德國自民黨身份成為歐洲自由民主聯盟一員。
在第20屆德國聯邦議院任期中，延森當選為德國自由民主黨黨團副主席。
延森亦有加入國際政黨組織，關注世界人權事務，包括國際自由聯盟及對華政策跨國議會聯盟。

## 德國國會人權委員會主席

### 香港議題
2020年12月2日，黃之鋒、周庭及林朗彥因2019年6月21日包圍香港警察總部相關罪名被判入獄。延森於案件宣判前（11月30日），向時任中國駐德大使吳懇發出公開信，批評是次審判是「政治舉動」。對於黃之鋒在判刑前被單獨囚禁於長期亮燈的囚室內，延森認為此舉代表著香港在人權及法治方面，已經踏入「黑暗時代」，並呼籲德國政府及歐盟就此採取行動。隨後中國駐德大使館發出聲明，反對延森公開信之內容。聲明提到該信充滿「無知和傲慢」、「對香港法律制度不理解」及「干涉中國內政」，並提及此案黃之鋒承認控罪，判刑前曾因「身體檢查異常」而在醫院被單獨囚禁。中方亦以「港獨頭目」稱呼黃之鋒，反駁延森在信中以「人權活動人士」稱呼黃之鋒。延森於12月4日在Twitter表示，「中方的回應毫無尊重，同時鼓勵她就此繼續行動」。

### 對臺立場
延森在任時曾與中華民國官方代表就人權與自由相關議題交流。2019年8月，延森出席由腓特烈·瑙曼基金會與駐德國台北代表處臺灣文化廳舉辦的「世界人權展望座談會」。
2020年10月19日，德國聯邦議院人權委員會討論臺灣國家安全及防疫政策，首次邀請臺灣官員參與視像會議，包括臺灣駐德代表謝志偉、政務委員唐鳳、外交部政務次長曾厚仁及陸委會副主委邱垂正等人。延森在會上與臺方代表討論數碼時代的人權及《港區國安法》對臺灣的影響，更表示臺灣證明了中華文化與民主、人權及自由能夠共存。隨後中國駐德大使館就此發表聲明，反對德國國會議員與臺灣官員交流，並強調其「一個中國」及「臺灣是中國一部分」的立場。

## 外部連結
- 官方网站
- 蓋·延森的X（前Twitter）